# The Taste/Staffel 11
Die elfte Staffel von The Taste wurde ab dem 3. Mai 2023 ausgestrahlt und von Angelina Kirsch moderiert. Neben den bisherigen Coaches Alexander Herrmann, Tim Raue und Alexander Kumptner nahm erstmals Nelson Müller als Coach teil und ersetzte Frank Rosin. Teilnehmer waren ausschließlich ehemalige Kandidaten.

## Casting
Die erste Runde umfasste 21 Kandidaten. Jeder hatte 60 Minuten Zeit, um einen Löffel zuzubereiten, wobei für den Einkauf jeweils 50 Euro zur Verfügung gestellt worden waren. Jeder der vier Juroren entschied nach der Blindverkostung, ob er den jeweiligen Teilnehmer in sein Team aufnehmen wollte. Entschied sich mehr als ein Juror für einen Kandidaten, so durfte dieser ein Team wählen.
| Nr. | Kandidat                | Klasse | Juroren               | Juroren             | Juroren       | Juroren                 | Entscheidung  |
| Nr. | Kandidat                | Klasse | Nelson Müller         | Tim Raue            | Alex Kumptner | Alexander Herrmann      | Entscheidung  |
| --- | ----------------------- | ------ | --------------------- | ------------------- | ------------- | ----------------------- | ------------- |
| 1   | Helena aus Staffel 3    | Profi  | Ja                    | Nein                | Nein          | Ja ✔                    | Team Herrmann |
| 2   | Jan aus Staffel 8       | Hobby  | Ja                    | Nein                | Ja ✔          | Ja                      | Team Kumptner |
| 3   | Yvonne aus Staffel 8    | Profi  | Ja                    | Ja ✔                | Ja            | Ja                      | Team Raue     |
| 4   | Jonas aus Staffel 8     | Profi  | Nein                  | Nein                | Nein          | Nein                    | -             |
| 5   | Lea aus Staffel 8       | Hobby  | Nein                  | Nein                | Nein          | Nein                    | -             |
| 6   | Frank aus Staffel 4     | Profi  | Ja ✔                  | Nein                | Nein          | Ja                      | Team Müller   |
| 7   | Malte aus Staffel 2     | Hobby  | Nein                  | Nein                | Nein          | Nein                    | -             |
| 8   | Tobi aus Staffel 10     | Profi  | Ja                    | Ja                  | Ja            | Ja ✔                    | Team Herrmann |
| 9   | Sabine aus Staffel 9    | Hobby  | Nein                  | Ja ✔                | Nein          | Nein                    | Team Raue     |
| 10  | Luke aus Staffel 9      | Profi  | Ja ✔                  | Nein                | Nein          | Nein                    | Team Müller   |
| 11  | Yassin aus Staffel 8    | Profi  | Ja                    | Ja                  | Ja ✔          | Nein                    | Team Kumptner |
| 12  | Christa aus Staffel 1   | Hobby  | Nein                  | Nein                | Nein          | Nein                    | -             |
| 13  | Verena aus Staffel 4    | Profi  | Nein                  | Nein                | Nein          | Ja ✔                    | Team Herrmann |
| 14  | Bassim aus Staffel 7    | Profi  | Nein                  | Nein                | Nein          | Nein                    | -             |
| 15  | Gina aus Staffel 4      | Profi  | Ja                    | Ja                  | Ja ✔          | Ja                      | Team Kumptner |
| 16  | Lena aus Staffel 5      | Hobby  | Ja ✔                  | Nein                | Nein          | Nein                    | Team Müller   |
| 17  | Egor aus Staffel 2      | Profi  | Ja                    | Ja ✔                | Ja            | Ja                      | Team Raue     |
| 18  | Victoria aus Staffel 10 | Hobby  | Nein                  | Ja ✔                | Ja            | Nein                    | Team Raue     |
| 19  | Robin aus Staffel 10    | Hobby  | Nein                  | Team Raue ist voll. | Ja            | Ja ✔                    | Team Herrmann |
| 20  | Theresa aus Staffel 10  | Profi  | Ja ✔                  | Team Raue ist voll. | Ja            | Team Herrmann ist voll. | Team Müller   |
| 21  | Ole aus Staffel 2       | Profi  | Team Müller ist voll. | Team Raue ist voll. | Ja ✔          | Team Herrmann ist voll. | Team Kumptner |

## Die Teams und Platzierungen im Team
Die Coaches Tim Raue, Alexander Kumptner und Alexander Herrmann behielten die Teamfarben der vorangegangenen Staffel. Nelson Müller übernahm die Teamfarbe blau von Frank Rosin. 
| Platz | Name    | Gesammelte Sterne                                                                 |
| ----- | ------- | --------------------------------------------------------------------------------- |
| 1.    | Theresa | Sternsymbol · Sternsymbol · Sternsymbol · Sternsymbol · Sternsymbol · Sternsymbol |
| 2.    | Frank   | -                                                                                 |
| 3.    | Luke    | -                                                                                 |
| 4.    | Lena    | -                                                                                 |

| Platz | Name     | Gesammelte Sterne                                                                               |
| ----- | -------- | ----------------------------------------------------------------------------------------------- |
| 1.    | Yvonne   | Sternsymbol · Sternsymbol · Sternsymbol · Sternsymbol · Sternsymbol · Sternsymbol · Sternsymbol |
| 2.    | Sabine   | Sternsymbol · Sternsymbol                                                                       |
| 3.    | Victoria | Sternsymbol · Sternsymbol                                                                       |
| 4.    | Egor     | Sternsymbol · Sternsymbol                                                                       |

| Platz | Name   | Gesammelte Sterne                       |
| ----- | ------ | --------------------------------------- |
| 1.    | Jan    | Sternsymbol · Sternsymbol · Sternsymbol |
| 2.    | Gina   | -                                       |
| 3.    | Ole    | Sternsymbol                             |
| 4.    | Yassin | -                                       |

| Platz | Name   | Gesammelte Sterne                                                                 |
| ----- | ------ | --------------------------------------------------------------------------------- |
| 1.    | Tobi   | Sternsymbol · Sternsymbol · Sternsymbol · Sternsymbol · Sternsymbol · Sternsymbol |
| 2.    | Helena | -                                                                                 |
| 3.    | Verena | -                                                                                 |
| 4.    | Robin  | -                                                                                 |

## Verlauf der 11. Staffel
Die Auswahl der Kandidaten für die Teams wurde in der ersten und zu Beginn der zweiten Episode ausgestrahlt. Ab der zweiten Episode wurde im Team- und Einzelkochen jeweils ein Kandidat eliminiert, ggf. durch ein Entscheidungskochen. Durch den Gewinn des Teamkochens erhielt der Koch des besten Löffels einen goldenen Stern.
Im Halbfinale gab es keine roten Sterne. Die Kandidaten mussten sich entweder im Team- oder Solokochen einen goldenen Stern erkochen, um sicher in das Finale einzuziehen. Zudem wurde ein Platz im Entscheidungskochen vergeben; zwei Kandidatinnen schieden hier aus.
|       |           |           | Episode 2 10. Mai 2023                    | Episode 3 17. Mai 2023                    | Episode 4 24. Mai 2023                    | Episode 5 31. Mai 2023                    | Halbfinale 07. Juni 2023                  | Finale 14. Juni 2023                      |  |
| ----- | --------- | --------- | ----------------------------------------- | ----------------------------------------- | ----------------------------------------- | ----------------------------------------- | ----------------------------------------- | ----------------------------------------- |  |
|       | Gastjuror | Gastjuror | Frank Rosin                               | Viktoria Fuchs                            | Julia Komp                                | Johannes Nuding                           | Max Strohe                                | Frank Rosin                               |  |
|       | Thema     | Thema     | TBA                                       | Urlaub im Hotel                           | Küchenhopping/Internationale Küche        | England                                   | Hollywood                                 | Imbiss                                    |  |
| Platz | Koch      | Koch      | Status der Kandidaten am Ende der Episode | Status der Kandidaten am Ende der Episode | Status der Kandidaten am Ende der Episode | Status der Kandidaten am Ende der Episode | Status der Kandidaten am Ende der Episode | Status der Kandidaten am Ende der Episode |  |
| 1.    | Yvonne    | Yvonne    | Weiter                                    | Weiter                                    | Favorit (3 goldene Sterne)                | Weiter (Entscheidungskochen)              | Immun                                     | Gewinner (3 goldene Sterne)               |  |
| 2.    | Tobi      | Tobi      | Weiter                                    | Favorit (2 goldene Sterne)                | Immun (1 roter Stern)                     | Favorit (1 goldener Stern)                | Weiter (1 goldener Stern)                 | 2. Platz (1 goldener Stern)               |  |
| 3.    | Sabine    | Sabine    | Immun                                     | Weiter                                    | Weiter (Entscheidungskochen)              | Weiter                                    | Weiter (1 goldener Stern)                 | Ausgeschieden (Duell gegen Yvonne)        |  |
| 3.    | Theresa   | Theresa   | Favorit (3 goldene Sterne)                | Weiter                                    | Weiter                                    | Immun (1 goldener Stern)                  | Weiter (1 goldener Stern)                 | Ausgeschieden (Duell gegen Tobi)          |  |
| 5.    | Helena    | Helena    | Weiter                                    | Weiter                                    | Weiter (Entscheidungskochen)              | Weiter (Entscheidungskochen)              | Weiter (Entscheidungskochen)              | Ausgeschieden (1. Phase, Solokochen)      |  |
| 5.    | Jan       | Jan       | Weiter                                    | Favorit (1 goldener Stern)                | Favorit (1 goldener Stern)                | Weiter                                    | Weiter (1 goldener Stern)                 | Ausgeschieden (1. Phase, Solokochen)      |  |
| 7.    | Victoria  | Victoria  | Weiter                                    | Weiter                                    | Weiter                                    | Favorit (2 goldene Sterne)                | Ausgeschieden                             |                                           |  |
| 8.    | Verena    | Verena    | Weiter                                    | Weiter (Entscheidungskochen)              | Weiter                                    | Weiter (Entscheidungskochen)              | Ausgeschieden                             |                                           |  |
| 9.    | Egor      | Egor      | Favorit (1 goldener Stern)                | Favorit (1 goldener Stern)                | Weiter                                    | Ausgeschieden                             |                                           |                                           |  |
| 10.   | Gina      | Gina      | Weiter                                    | Weiter (Entscheidungskochen)              | Weiter                                    | Ausgeschieden                             |                                           |                                           |  |
| 11.   | Ole       | Ole       | Weiter                                    | Immun                                     | Ausgeschieden                             |                                           |                                           |                                           |  |
| 12.   | Frank     | Frank     | Weiter                                    | Weiter                                    | Ausgeschieden                             |                                           |                                           |                                           |  |
| 13.   | Luke      | Luke      | Weiter (trotz rotem Stern)                | Ausgeschieden                             |                                           |                                           |                                           |                                           |  |
| 14.   | Robin     | Robin     | Weiter (trotz rotem Stern)                | Ausgeschieden                             |                                           |                                           |                                           |                                           |  |
| 15.   | Yassin    | Yassin    | Ausgeschieden (durch 2 rote Sterne)       |                                           |                                           |                                           |                                           |                                           |  |
| 16.   | Lena      | Lena      | Ausgeschieden                             |                                           |                                           |                                           |                                           |                                           |  |

Legende
| Element                      | Bedeutung |
| ---------------------------- | --- |
| Weiter                       | Ohne goldenen oder roten Stern weiter gekommen.                                                                                         |
| Weiter (Entscheidungskochen) | In der 2. Phase eines der schlechtesten Gerichte gekocht (mindestens ein roter Stern), aber im Entscheidungskochen nicht ausgeschieden. |
| Favorit                      | In der 2. Phase eines der besten Gerichte gekocht.                                                                                      |
| Immun                        | In der 1. Phase bestes Gericht gekocht und somit sicher in der nächsten Show.                                                           |
| Ausgeschieden                | Im Entscheidungskochen das schwächste Gericht gekocht.                                                                                  |
| Ausgeschieden                | In der 1. Phase vom Coach eliminiert.                                                                                                   |

## Einschaltquoten
| Folge               | Datum               | Zuschauer | Zuschauer     | Marktanteil | Marktanteil   | Quelle |
| Folge               | Datum               | Gesamt    | 14 – 49 Jahre | Gesamt      | 14 – 49 Jahre | Quelle |
| ------------------- | ------------------- | --------- | ------------- | ----------- | ------------- | ------ |
| 1                   | 3. Mai 2023         | 0,79 Mio. | 0,31 Mio.     | 3,6 %       | 6,1 %         | [ 1 ]  |
| 2                   | 10. Mai 2023        | 0,92 Mio. | 0,36 Mio.     | 4,4 %       | 7,7 %         | [ 2 ]  |
| 3                   | 17. Mai 2023        | 0,80 Mio. | 0,31 Mio.     | 3,8 %       | 6,9 %         | [ 3 ]  |
| 4                   | 24. Mai 2023        | 0,93 Mio. | 0,37 Mio.     | 4,4 %       | 8,2 %         | [ 4 ]  |
| 5                   | 31. Mai 2023        | 0,94 Mio. | 0,45 Mio.     | 4,5 %       | 8,9 %         | [ 5 ]  |
| 6                   | 7. Jun. 2023        | 0,78 Mio. | 0,28 Mio.     | 3,9 %       | 6,9 %         | [ 6 ]  |
| 7                   | 14. Jun. 2023       | 0,90 Mio. | 0,32 Mio.     | 4,9 %       | 8,1 %         | [ 7 ]  |
| Staffeldurchschnitt | Staffeldurchschnitt | 0,97 Mio. | 0,41 Mio.     | 4,6 %       | 8,7 %         | [ 8 ]  |